# Túnel de Alhadas
El túnel de Alhadas es una infraestructura ferroviaria, que permitía el tránsito de las composiciones ferroviarias entre el Apeadero de Maiorca, y el Apeadero de Alhadas-Brenha en Figueira da Foz, en Portugal, formando parte del tramo inicial del Ramal de Figueira da Foz.

## Características
El túnel, pese a no estar en una línea en servicio conserva el trazado ferroviario en sus 519 metros de longitud.